# Mingus Ah Um
Mingus Ah Um — студійний альбом американського джазового музиканта Чарльза Мінґуса, що вийшов у жовтні 1959 року на лейблі Columbia Records. Це був його перший альбом, записаний для Columbia. На обкладинці зображена картина С. Ніла Фуджіти. Назва є спотворенням уявного латинського відмінювання. Студенти латинської мови зазвичай запам'ятовують латинські прикметники, спочатку вимовляючи називний відмінок чоловічого роду (зазвичай закінчується на «-us»), потім називний відмінок жіночого роду («-a») і, нарешті, називний відмінок середнього роду однини («-um»), що означає трансформацію його імені: Mingus, Minga, Mingum. Альбом був включений до Зали слави Ґреммі у 2013 році.

## Зміст
The Penguin Guide to Jazz на CD називає цей альбом «розширеною даниною предкам» (і нагороджує його однією зі своїх рідкісних корон), а музичні попередники Мінґуса фігурують у ньому здебільшого як музичні авторитети. «Better Git It In Your Soul» натхненна госпел-співом і проповідями, які Мінґус міг чути в дитинстві, коли ріс у Воттсі, Лос-Анджелес, Каліфорнія, а «Goodbye Pork Pie Hat» є відсиланням (через його улюблений головний убір) до саксофоніста Лестера Янга (який помер незадовго до запису альбому). Походження і характер «Boogie Stop Shuffle» не потребує пояснень: дванадцятитактовий блюз з чотирма темами і буґі-басовою підкладкою, що переходить від стоп-тайму до свінгу і назад.
«Self-Portrait in Three Colors» спочатку була написана для першого фільму Джона Кассаветіса як режисера Shadows, але так і не була використана (з бюджетних причин). «Open Letter to Duke» — це данина пам'яті Дюку Еллінгтону, що спирається на три попередні роботи Мінґуса («Nouroog», «Duke's Choice» та «Slippers»). «Jelly Roll» є відсиланням до піонера джазу та піаніста Джеллі Ролль Мортона і містить цитату з пісні Сонні Роллінза «Sonnymoon for Two» під час фортепіанного соло Гораса Парлана. «Bird Calls», за словами самого Мінґуса, не була відсиланням до бібоп-саксофоніста Чарлі Паркера: «Вона не повинна була звучати як Чарлі Паркер. Вона мала звучати як птахи — перша частина».
«Fables of Faubus» названа на честь Орвtла Фаубуса (1910—1994), губернатора Арканзасу, сумнозвісного за його виступ 1957 року проти інтеграції шкіл Літл-Року (Арканзас), всупереч рішенням Верховного суду США (що змусило президента Ейзенхауера відправити Національну гвардію). Columbia Records відмовилася дозволити включити текст пісні до альбому, і тому пісня була записана як інструментал. Лише 20 жовтня 1960 року пісня була записана з текстом для альбому Charles Mingus Presents Charles Mingus, який вийшов на незалежному лейблі Candid. Через контрактні проблеми з Columbia, пісня не могла вийти під назвою «Fables of Faubus», і тому версія Candid отримала назву «Original Faubus Fables».

## Відредаговані та невідредаговані версії
Оригінальне видання альбому на лейблі Columbia Records містило відредаговані версії шести з дев'яти композицій. З цих треків було вилучено від однієї до трьох хвилин виконання, як для того, щоб дотриматися часових обмежень формату LP, так і тому, що продюсер Тео Масеро вважав, що в відредагованому вигляді ці твори виглядають більш ефектно. Невідредаговані версії цих творів  вперше вийшли 1979 року на LP. Перше широкодоступне видання альбому на CD, видання «Columbia Jazz Masterpieces» 1987 року, використовувало оригінальні редагування з платівки. Відредагована версія була перевидана на компакт-дисках після 1987 року, включно з випуском 2019 року лейблом Mobile Fidelity Sound Lab. Невідредагована версія альбому була вперше широко видана на компакт-диску в 1998 році в рамках серії Sony Legacy, і вона також залишається доступною завдяки додатковим перевиданням на компакт-дисках.

## Відгуки
Mingus Ah Um був одним з п'ятдесяти записів, обраних Бібліотекою Конгресу США для занесення до Національного реєстру записів у 2003 році. 2020 року альбом посів 380 місце у списку 500 найкращих альбомів усіх часів за версією журналу Rolling Stone.

## Ювілейне перевидання до 50-річчя
У 2009 році лейбл Sony Legacy Recordings випустив спеціальне 2-дискове видання до 50-річчя Mingus Ah Um. На додаток до повного альбому, Legacy Edition включає альтернативний варіант кожного з трьох треків: «Bird Calls» (4:54), «Better Git It In Your Soul» (8:30) та «Jelly Roll» (6:41). До Legacy Edition Mingus Ah Um також входить Mingus Dynasty, супутній альбом, записаний пізніше у 1959 році (з невідредагованими версіями п'яти треків, скороченими на оригінальному LP-релізі).

## Трек-лист
Всі треки написані Чарльзом Мінґусом, окрім «Girl of My Dreams», написаної Санні Клеппом.
| Сторона 1 | Сторона 1                                             | Сторона 1  |
| #         | Назва                                                 | Тривалість |
| --------- | ----------------------------------------------------- | ---------- |
| 1.        | «Better Git It in Your Soul»                          | 7:22       |
| 2.        | «Goodbye Pork Pie Hat» (оригінальна довжина LP: 4:48) | 5:44       |
| 3.        | «Boogie Stop Shuffle» (оригінальна довжина LP: 3:43)  | 5:02       |
| 4.        | «Self-Portrait in Three Colors»                       | 3:06       |
| 5.        | «Open Letter to Duke» (оригінальна довжина LP: 4:56)  | 5:51       |

| Сторона 2                 | Сторона 2                                       | Сторона 2  |
| #                         | Назва                                           | Тривалість |
| ------------------------- | ----------------------------------------------- | ---------- |
| 1.                        | «Bird Calls» (оригінальна довжина LP: 3:12)     | 6:17       |
| 2.                        | «Fables of Faubus»                              | 8:14       |
| 3.                        | «Pussy Cat Dues» (оригінальна довжина LP: 6:30) | 9:14       |
| 4.                        | «Jelly Roll» (оригінальна довжина LP: 4:02)     | 6:17       |
| 45:53 (1959) 57:07 (1979) |                                                 |            |

| Бонусні треки на подальших перевиданнях | Бонусні треки на подальших перевиданнях | Бонусні треки на подальших перевиданнях |
| #                                       | Назва                                   | Тривалість                              |
| --------------------------------------- | --------------------------------------- | --------------------------------------- |
| 10.                                     | «Pedal Point Blues»                     | 6:30                                    |
| 11.                                     | «GG Train»                              | 4:39                                    |
| 12.                                     | «Girl of My Dreams»                     | 4:08                                    |

Примітки
- Коли лейбл Columbia вперше видав альбом у 1959 році, шість з дев'яти треків альбому (треки 2, 3, 5, 6, 8 і 9) були скорочені, щоб умістити їх на платівці. Ці шість треків були вперше відреставровані у 1979 році, а також були знайдені три інші записи. Пізніші перевидання містять як повні версії оригінальних дев'яти треків, так і три нові; деякі перевидання зберігають урізані версії 1959 року[джерело не вказано].
- Треки 1, 6, 7, 8, 9 і 10 записані 5 травня 1959 року; треки 2, 3, 4, 5, 11 і 12 записані 12 травня 1959 року. Всі треки записані на студії Columbia 30th Street Studio, Нью-Йорк.

## Персоналії
- Джон Генді — саксофон-альт (1, 6, 7, 9, 10, 11, 12), кларнет (8), тенор-саксофон (2)[18]
- Букер Ервін — тенор-саксофон
- Шафі Хаді — тенор-саксофон (2, 3, 4, 7, 8, 10), саксофон-альт (1, 5, 6, 9, 12)
- Віллі Денніс — тромбон (3, 4, 5, 12)
- Джиммі Неппер — тромбон (1, 7, 8, 9, 10)
- Горас Парлан — піаніно
- Чарльз Мінґус — бас, піаніно (з Парланом на треку 10)
- Денні Річмонд — барабани

## Сертифікації
| Регіон                                                      | Сертифікація | Продажі |
| ----------------------------------------------------------- | ------------ | ------- |
| Велика Британія (BPI)                                       | Срібний      | 60 000  |
| продажі+прослуховування, що базуються лише на сертифікаціях |              |         |